# Agrostis filiculmis
Agrostis filiculmis é uma espécie de gramínea do gênero Agrostis, pertencente à família Poaceae.